# La staffetta
La staffetta, chiamato in alcune edizioni italiane Il cercatore di piste, (titolo originale: The Pathfinder, or The Inland Sea) è un romanzo d'avventura pubblicato nel 1840 dallo scrittore statunitense James Fenimore Cooper (1789 - 1851). È il quarto romanzo della saga de I racconti di Calza di Cuoio, pubblicato a tredici anni di distanza dal precedente La prateria, mentre Il cacciatore di daini, l'ultimo capitolo del ciclo, uscì un anno più tardi: nel 1841. Nella cronologia interna del ciclo La staffetta è il terzo episodio dei cinque, situato tra L'ultimo dei Mohicani e I pionieri. Il protagonista è sempre l'esploratore e cacciatore nordamericano Nathaniel "Natty" Bumppo, soprannominato "Calza di cuoio".

## Trama
Come anche L'ultimo dei Mohicani, La staffetta è ambientato in Nordamerica negli anni '50 del XVIII sec., durante il corso della guerra franco-indiana. Il protagonista, l'esploratore e cacciatore Nathaniel "Natty" Bumppo, assieme ai suoi compagni, il guerriero mohicano Chingachgook e il capitano di fiume Jasper Western, si imbattono nei pressi del lago Ontario nella giovane Mabel Dunham, che, accompagnata dallo zio, il sottoufficiale inglese Charles Cap, dalla guida indiana Arrowhead e dalla moglie di quest'ultimo, è in viaggio per Fort Oswego, una fortificazione inglese, ove presta servizio come sergente il padre di Mabel. Insieme, i due gruppi riescono ad attraversare il territorio, reso ostile dalla presenza di guerrieri indiani alleati con i francesi, e a raggiungere il forte. Ivi il sergente Dunham comunica alla figlia di volerla vedere sposata quanto prima, per non doversi più preoccupare per il suo futuro. Il sergente incoraggia Natty Bumppo, ma si fanno parimenti avanti come pretendenti Jasper Western ed un tenente di nome Muir. In una sfida di tiro a segno Natty ha la meglio, ma decide di rinunciare al premio del vincitore, una sciarpa di seta, in favore di Western, il quale lo dona a Mabel.
Una lettera anonima accusa Jasper Western di essere una spia al soldo dei francesi, ciononostante gli viene affidato l'incarico di condurre con un cutter dei rinforzi ad una base segreta sulle Mille Isole del lago Ontario. Lo accompagnano di nuovo Natty e Chingachgook, nonché il sergente Dunham, Mabel, il tenente Muir e Charles Cap. Arrivati a destinazione, Mabel viene però a sapere da June, la moglie della guida indiana Arrowhead, che il di lei marito è in realtà un capo dei Tuscarora, alleati dei francesi, e intende condurre un attacco contro la base segreta. Mentre Cap e Muir vengono fatti prigionieri dai nemici, Mabel, Natty e Dunham riescono ad asserragliarsi nella base, ove il sergente, mortalmente ferito, ottiene da Natty la promessa di prendersi cura di sua figlia, prima di spirare. Chingachgook riesce ad evadere dall'assedio e fugge verso Fort Oswego in cerca di aiuti, mentre gli uomini bloccati sulle Mille Isole oppongono un'accanita resistenza agli assalitori indiani. Quando Western riesce a derubare gli indiani delle loro canoe, questi si vedono perduti e Arrowhead accusa del disastro il tenente Muir e lo accoltella a morte. Si scoprirà infatti che era stato Muir a spiare per conto dei francesi, permettendo l'assalto, e ad inviare la lettera anonima che accusava Western. Quando sopraggiungono i rinforzi inglesi, Arrowhead viene ucciso da Chingachgook. Natty confessa a Western la promessa che gli aveva fatto compiere il morente sergente Dunham, ma rinuncia definitivamente a sposare Mabel, non volendole addossare il peso di una vita nella selva quale è quella che lui conduce. Western quindi sposa Mabel e si stabilisce con lei nei pressi di Fort Oswego.

## Edizioni in italiano
- James Fenimore Cooper, La Staffetta, Torino: SAIE, [s.d.]
- James Fenimore Cooper, La staffetta, [S.l.]: Società apostolato [19..] (Roma: Tipografia Pia societa San Paolo)
- James Fenimore Cooper, La staffetta, Roma: S.A.S., 1950
- James Fenimore Cooper, La staffetta, Roma: Edizioni paoline, 1966[1].